# 密东铁路
密东铁路是中国黑龙江鸡西市的一条国有铁路，西起林密铁路密山站，东至虎林市的东方红站。全长161.5公里。

## 历史
1934年日满当局启动建设“林虎铁路”，西起图佳铁路林口站，东至乌苏里江畔的虎头镇，全程335.7公里。以密山为界分为林密、密虎两段建设。
第一段林口至密山铁路于1935年9月11日铺轨至密山站。第二段密虎线长164.9公里，于1935年1月完成勘测。1935年2月中旬开工边设计边建设。1936年2月1日从密山车站开始向虎头铺，1936年10月31日铺通转入临时运营。1937年12月1日正式运营。1946年4月，解放东北的苏联军队撤军时拆除密虎铁路及中苏国界中方一侧100公里内的原日满军的兵营、工事、通信、铁路设施。
1955年，铁道兵开始在密山、虎林建设农垦，开发北大荒。1956年，王震指示铁道兵农垦局修复密虎铁路作为农场专用线，利用日满时期的密虎铁路原有路基，重点项目是密山大桥与裴德大桥，铁道兵九师派来桥梁团与机械化大队，率先完成裴德至凯北的54km线路。1958年7月25日密山站至虎林镇长101公里的铁路通车。密山至虎林镇铁路通车后，又继续复建虎林镇至虎头镇的旧铁路，并且沿线桥涵已接近完工。这时考虑到农垦与林业的生产布局，放弃了虎林镇至虎头镇长65公里的东线方案，改为虎林镇至迎门顶子（迎春镇）八五四农场的长37公里的北线方案。1958年12月29日通车至迎春镇。密虎铁路由铁道兵农垦局铁路交通处管理，称“农铁”，密山-虎林间开行一对简易旅客列车。密山以西为“国铁”。
1960年，开始建设迎春至东方红（设有东方红林业局）长33公里的铁路。由于大部分线路要通过沼泽地，工程艰巨。1960年底完成路基土石方施工。1961年10月开始铺轨，1962年5月正式通车到东方红。 
由于这条铁路自密山站开始，终点为东方红站，遂称密东线。 
1963年至1966年，因东方红站的场地狭小，东方红林业局局机关和贮木场开始南迁至小清河。1966年 1月，小清河乘降所改称东方红站，原东方红站改称东林站。同年，拆除原小清河乘降所至原东方红站的铁路。 
1965年9月1日密虎铁路移交哈尔滨铁路局直辖。从此列入铁道部大中修计划，以每年20公里的进度提高线路标准达到国铁III级。1969年3月1日交牡丹江铁路分局管辖。至1975年，密虎线允许运行速度提高到50公里每小时，虎东线提高到45公里每小时。这一限速一直延续到现在。
日满时期修建的虎林至虎头段铁路，尚未复建。当时该段设有7座车站：黑嘴子站(今虎林镇)、仙鹤站、清和站、水克站、月牙站、完达站、虎林站(今虎头镇)。